# 2035
2035 (MMXXXV) kommer att bli ett normalår som börjar en måndag i den gregorianska kalendern.

## Framtida händelser

### Januari
- 8 januari – Det jordnära objektet 2002 AY1 kommer att få ett nära förhållningssätt till jorden.

### Okänt datum
- Fullt fungerande konstgjorda ögon förutsägs vara tillgängliga.[1]